# マルイチ (岩手県)
株式会社マルイチ（Maruichi Co., Ltd.）は、岩手県盛岡市に本社を置くスーパーマーケット。CGCグループに加盟している。

## 概要
1950年、盛岡市材木町にて酒販店として創業。1957年、総合食品セルフサービス店の開業と同時に株式会社に改組した。
盛岡を地盤に、スーパーマーケットや酒のディスカウントストア「タストヴァン」などを運営。共同卸の「ベルグループ」（ベルプラス→アークスグループ・ベルジョイス系列）に加盟し商品供給を受ける。ベルプラスの資本参加を受け、事実上同社の傘下にあるが、独立運営を志向している。
長らく盛岡市周辺を商圏としてきたが、1997年3月15日に「タストヴァン北上店」で北上市に進出（2019年5月6日閉店）したのをきっかけに南下。100円ショップ「セリア」や「業務スーパー」にフランチャイズ加盟し展開。沿岸の山田町、久慈市にも出店している。
2009年には、同社と秋田県に本拠を置くタカヤナギ・伊徳ホールディングスの4社による経営統合を発表した。当時他の3社はCGCグループに加盟していたことから、統合計画発表後当社も加盟（それ以前からベルグループ経由でCGCからの仕入れは行っていた。）。その後2010年に計画は白紙となり、一時はベルプラスと2社での経営統合を模索した（現在は先述の通り独立の方針）。
2013年に社名を「マルイチ」に変更している。
2019年に従来のポイントカードに代わり、電子マネー付きポイントカード「CoGCa」（コジカ）を導入している。

## 沿革
- 1950年（昭和25年） - 創業。
- 1957年（昭和32年）12月 - セルフ型店舗開業。
- 1973年（昭和48年） - 盛岡市城西町（現本社所在地）に「スーパーマーケットマルイチ」として開店。
- 1994年（平成6年） - 酒販業態「タストヴァン」開店。
- 1997年（平成9年） - 「タストヴァン北上店」を出店し、北上市に進出（後に撤退）。
- 2001年（平成13年） - 100円ショップ「セリア」FC運営開始。
- 2004年（平成16年） - 「ビッグハウス」開店。
- 2005年（平成17年） - 「業務スーパー」開店。
- 2013年（平成25年） - 社名を「スーパーマーケットマルイチ」から「マルイチ」に変更。
- 2019年（令和元年） - 電子マネー付きポイントカード「コジカ」を導入[5]。

## 運営店舗

### スーパーマーケット
- マルイチ

盛岡市に9店舗、奥州市・釜石市に各2店舗、矢巾町と宮古市に各1店舗展開。このうち、みたけ店には「Wing food market」（ウイング フードマーケット）、緑が丘店と中の橋通店には「MarketPlace」（マーケットプレース）のサブネームが付与される。コジカ利用可能。
- マルイチマルシェ

岩手県産の生鮮食品の品揃えを強化したスーパーマーケット。久慈市と大船渡市、花巻市に各1店舗展開。
- ビッグハウス

ベルジョイスほかアークスグループを始めとするCGCグループ共通のディスカウントスーパーブランド。
上盛岡店のみ運営。
- 業務スーパー

エリアフランチャイジー。盛岡市に4店舗、奥州市と花巻市に2店舗、雫石町・八幡平市・久慈市・山田町・釜石市・大船渡市に各1店舗展開している。
マルイチ業態から転換した店舗もあれば、併設する形で出店している店舗もある。
酒類の他、生鮮食品や一部CGC商品も取り扱っている。コジカは利用不可。

### その他
- タストヴァン（酒専門店）

殆どの店舗が前述のマルイチ・マルイチマルシェ・業務スーパーに併設される形で展開。
城西店（本部の1階に出店）のみ独立店舗扱いされているが、同店もマルイチが隣接して出店している。
- 産直はなまる市場（産地直売所）

全店が前述の各スーパーマーケットに併設もしくは隣接の形で営業している。
ただし、上盛岡店（ビッグハウス上盛岡店の別棟に出店）は公式サイト上では独立店扱いとなっている。
- セリア（100円ショップ）

FC店舗。盛岡市に1店舗。

### 過去
- マルイチプレンティ

特売やチラシ配布を抑えたEDLP業態。
ななっくに1号店をオープンし、業態転換したものと合わせ盛岡市内に3店舗展開されていたが、ななっく店は2019年5月15日に閉店、他の2店舗もマルイチ業態に再転換している。